# 凤河
凤河是北京地区的一条河流，凉水河的支流，全长26.75公里，流域面积103.28平方公里。支流有岔河、旱河、官沟和通大边沟。传说由于河道形状如同凤凰，因此得名凤河。经过1955年的凤河改建工程，凤河的发源地变为大兴县南红门。凤河流经大兴县5个乡，河北省安次区、在香河县与港沟河串联，成为凤港减河，然后汇入北运河。
凤河长期面临环境污染问题。